# Naves Communal Cemetery Extension
Le cimetière «Naves Communal Cemetery Extension  » est un cimetière militaire de la Première Guerre mondiale situé sur le territoire de la commune de Naves, Nord.

## Localisation
Ce cimetière est situé à l'entrée du cimetière communal, rue de Cambrai.

## Historique
Le village a été occupé par les Allemands dès fin août 1914 et est resté loin des combats jusqu'au 10 octobre 1918, date à laquelle le village a été repris par les troupes du Commonwealth.

Ce cimetière a été créé à cette date pour inhumer  les soldats tombés lors des violents combats . Après l'armistice, de nombreux corps inhumés dans des cimetières provisoires des alentours y ont été regroupés.

## Caractéristiques
Ce cimetière comporte 444 commémorations de soldats du Commonwealth tombés lors de la Première Guerre mondiale dont 125 ne sont pas identifiés.

## Sépultures
| Pays             | Sépultures |
| ---------------- | ---------- |
| Royaume-Uni      | 329        |
| Canada           | 43         |
| Nouvelle-Zélande | 53         |
| Australie        | 4          |
| Afrique du Sud   | 15         |
| Total            | 444        |

### Liens Externes
http://www.inmemories.com/Cemeteries/naves.htm